# Kehmen
Kehmen (en luxemburguès: Kiemen; en alemany: Kehmen) és una vila de la comuna de Bourscheid situada al districte de Diekirch del cantó de Diekirch. Està a uns 33 km de distància de la ciutat de Luxemburg.